# 新治村 (群馬県)
新治村（にいはるむら）は、群馬県北部、利根郡に存在していた村である。
2005年10月1日に利根郡月夜野町、水上町と合併し、みなかみ町となり廃止された。

## 大字
- 相俣
- 新巻
- 入須川
- 猿ヶ京[1]
- 須川
- 永井
- 西峰須川
- 羽場
- 東峰須川[2]
- 吹路
- 布施
- 師田

## 歴史

### 沿革
- 1889年（明治22年）4月1日　町村制施行に伴い、利根郡に湯ノ原村、吾妻郡に久賀村が誕生。
- 1896年（明治29年）4月1日　吾妻郡久賀村が利根郡に移行。
- 1908年（明治41年）5月1日　久賀村・湯ノ原村が合併し、新治村が発足。
- 2005年（平成17年）10月1日　月夜野町・水上町と合併してみなかみ町となる。

## 友好都市・姉妹都市

### 国内
- 埼玉県さいたま市
  - 2004年12月20日、友好都市提携

### 海外
- ハンツヴィル市（アメリカ合衆国）
  - 1991年4月18日、姉妹都市提携

## 教育
小学校
- 新治村立猿ケ京小学校
- 新治村立新巻小学校
- 新治村立須川小学校

中学校
- 新治村立新治中学校

## 交通

### 鉄道
村内を鉄道路線は通っていない。鉄道を使用する場合の最寄り駅は、JR東日本上越新幹線上毛高原駅、あるいは、上越線後閑駅。

### 道路
- 国道17号

### バス
- 東武鉄道バス
- 新治村営バス

## 名所・旧跡・観光スポット・祭事・催事
- 法師温泉、湯宿温泉、川古温泉（国民保養温泉地）
- 猿ヶ京温泉
- たくみの里
- 三国路与謝野晶子紀行文学館
- 猿ヶ京関所資料館
- 永井宿郷土館
- 須川宿資料館
- 高原千葉村